# Ferengi
I Ferengi (pronuncia: "ferenghi") sono una specie aliena umanoide dell'universo fantascientifico di Star Trek. Hanno fatto la loro prima apparizione nella serie Star Trek: The Next Generation, nel corso della quale hanno avuto il loro primo contatto con la Federazione Unita dei Pianeti nel 2364 sul pianeta Delphi Ardu, anche se furono menzionati anche nell'episodio pilota della serie.
Il loro nome deriva dal farsi (la lingua degli Iraniani) farangi (scritto anche feringhee o faranj), erroneamente considerata una storpiatura dell'inglese "foreigner" (straniero) usato per indicare i mercanti europei, e in realtà derivante dal termine "franchi" (ovvero francesi) con cui erano noti gli europei in tutto il medio Oriente durante le crociate.
La cultura Ferengi è caratterizzata dall'ossessione maniacale per il profitto, il commercio e gli sforzi costanti per ingannare gli sprovveduti clienti. I Ferengi sono conosciuti per il loro acume negli affari e la loro misoginia, che talvolta li porta a vendere le loro donne nel mercato del sesso. I Ferengi più noti sono Quark, Rom, Nog, Ishka, Zek e Brunt, tutti presenti nella serie Star Trek: Deep Space Nine.
Il loro pianeta natale, Ferenginar, è il centro dell'Alleanza Ferengi ed è governato dal Grande Nagus e dall'Autorità del Commercio Ferengi (FCA) costituita principalmente dal Consiglio dei Consulenti Economici (ex Consiglio dei Liquidatori). Come la maggior parte della loro cultura, anche la loro religione si basa sui principi del capitalismo. I Ferengi offrono preghiere e offerte economiche ad un "Esecutore benedetto", nella speranza che alla loro morte riescano a entrare nella "Tesoreria Divina" e temono una vita nell'aldilà trascorsa nel "Girone dell'eterna miseria".

## Ideazione e creazione
In origine la razza Ferengi fu ideata per diventare il rivale della Federazione in Star Trek: The Next Generation, in quanto i Klingon già dall'inizio della serie erano ormai loro alleati, ma i telespettatori non riuscirono a vedere in creature di aspetto così ridicolo una minaccia per Federazione. La Paramount decise allora di riproporli come una razza di seccatori, e le loro apparizioni all'interno della serie ebbero una connotazione più che altro comica, e di rispolverare i Romulani come rivali della Federazione alla fine della prima stagione, introducendo nella seconda stagione i Borg, e più tardi nella quarta stagione i Cardassiani.
Nell'episodio pilota di Star Trek: The Next Generation i Ferengi sono nominati per la prima volta nel corso delle trattative per l'uso della Stazione Farpoint da parte della Federazione quando il leader Bandi Groppler Zorn minaccia di venderla ai Ferengi, minaccia alla quale il capitano Jean-Luc Picard risponde di sperare che i Ferengi trovino i Bandi appetitosi quanto i loro ultimi associati, connotando così i Ferengi come una razza feroce e spietata. La loro prima apparizione avviene nell'anno 2364 sul pianeta Delphi Ardu. I nomi dei primi tre Ferengi sono Letek (interpretato da Armin Shimerman), Mordoc e Kayron.

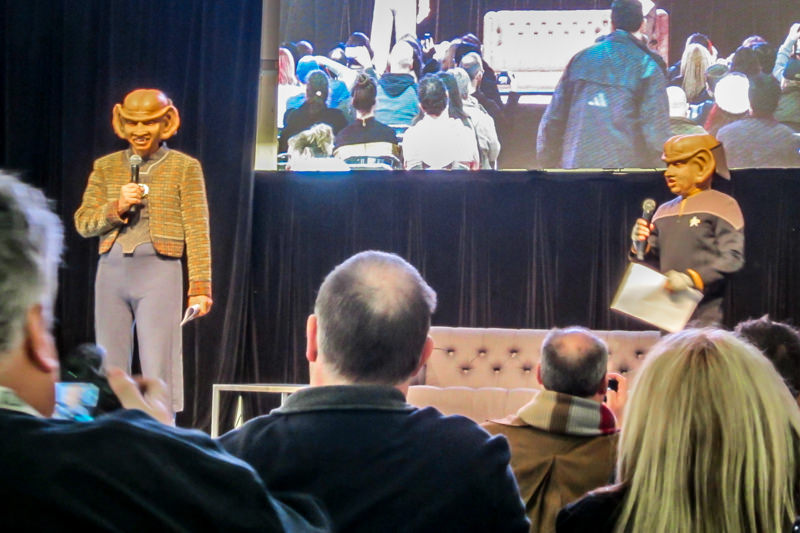
Rom interpretato da Max Grodénchik (a sinistra); suo figlio Nog interpretato da Aron Eisenberg (a destra) al OZ Comic-con 2014 (Australia)

Star Trek: Deep Space Nine è la serie nella quale si parla più ampiamente dei Ferengi, incentrando su di loro diversi episodi. Le loro caratteristiche e la loro cultura sono rivisitate, eliminando la propensione alla ferocia che Star Trek: The Next Generation aveva proposto e trasformando la razza in capricciosi, spietati e avidi mercanti. Per la prima volta si vede Ferenginar, il loro pianeta natale. Nella stessa serie diventa chiaro che essi abbiano avuto contatti sia con i Klingon che con i Cardassiani già anni prima degli eventi di Incontro a Farpoint, ma che apparentemente la Federazione nel corso dagli scambi con queste razze non abbia mai ricevuto informazioni sulla loro esistenza. L'attore Armin Shimerman, che aveva già interpretato Letek in Star Trek: The Next Generation, si unì al cast principale nei panni del barista Ferengi Quark. Assieme a lui nella serie appaiono come personaggi ricorrenti altri Ferengi, i più conosciuti dei quali sono il fratello di Quark, Rom, (interpretato da Max Grodénchik) e suo figlio Nog (interpretato da Aron Eisenberg), che sarà il primo Ferengi a entrare nella Flotta Stellare.
Riguardo a ciò, la USS Voyager incappa in una simulazione olografica del comando della Flotta Stellare, in cui compaiono molti cadetti e ufficiali Ferengi; anche se è una ricostruzione messa in piedi dalla specie 8472 per studiare gli umani, gli alieni si sono basati sui dati rubati all'archivio delle Flotta, quindi è presumibile che presto l'esempio di Nog verrà seguito da altri Ferengi, visto che le serie Star Trek: Voyager e Star Trek: Deep Space Nine sono quasi contemporanee.
Guardando alla cronologia di Star Trek, tuttavia, il primo accenno conosciuto ai Ferengi si ha in Star Trek: Enterprise (di seguito indicata con ENT), quando, nel 2151, l'Enterprise (NX-01) incontra un astronauta della specie Valakian il quale, narrando gli eventi che lo hanno portato a quell'incontro, nomina casualmente i Ferengi e il Capitano Jonathan Archer afferma di non sapere a chi o cosa si riferisca, non riconoscendo la parola usata dall'alieno. Quando lo stesso equipaggio dell'Enterprise incontrerà i Ferengi poco dopo, non verrà a conoscenza del nome di quella razza, non potendo quindi collegarla a quella di cui parlava l'astronauta Valakian.

## Biologia
I Ferengi sono una specie umanoide, la cui vita media si aggira intorno ai centoventi anni. Sono mediamente più bassi degli umani, raggiungendo circa un 1 metro e mezzo di altezza.
Hanno le orecchie - che essi chiamano lobi - insolitamente grandi, più pronunciate nei maschi che nelle femmine, che danno loro un udito eccellente. Grazie alle notevoli dimensioni dei lobi possono percepire improvvisi cambiamenti atmosferici e di altitudine anche all'interno di una nave stellare, che la maggior parte delle altre specie non noterebbe. L'infezione ai lobi è molto dolorosa per un Ferengi e può facilmente risultare fatale, anche per un individuo in perfetta salute, se non ricorre per tempo a un appropriato trattamento. I lobi sono zone erogene, almeno nei maschi Ferengi, come si vede nel corso della serie Star Trek: Deep Space Nine. Essi ricavano piacere sessuale dalla loro stimolazione e descrivono questa sensazione con la parola oo-mox. Il significato esatto non è chiaro, poiché secondo i Ferengi, "non esiste una traduzione esatta" per la parola in nessuna delle lingue umane. I Ferengi usano colloquialmente la parola lobi nelle espressioni gergali in frasi quali ad esempio: "Non penso che tu abbia i lobi per farlo!" e "Se non porta subito qua i suoi lobi, ce ne andremo senza di lui".
I Ferengi sono caratterizzati dalla fronte divisa in due parti, un largo naso increspato, denti che assomigliano a picchi frastagliati (curati con un "affilatore per denti"), costole all'insù, un polmone superiore e uno inferiore, e un cervello a quattro lobi che non può essere letto dalle razze telepatiche come Betazoidi o Vulcaniani, sebbene Deanna Troi, per metà Betazoide, incapace di contattare telepaticamente i non-Betazoidi, possa percepirne empaticamente le emozioni.
Data definisce i Ferengi "più forti di quanto appaiano"; comunque, in seguito vengono di solito mostrati come esseri significativamente più deboli della media degli umani (o almeno come se disdegnassero il combattimento fisico). In un episodio di Star Trek: Deep Space Nine, i Ferengi mostrano una grande repulsione per il combattimento, arrendendosi quando non hanno un chiaro vantaggio, il che li fa apparire più deboli di quanto siano in realtà. Sempre nello stesso episodio di Star Trek: Deep Space Nine, il corpo di Quark viene controllato da Worf, questo risulta forte quanto quello di un Klingon, rendendolo capace di sconfiggere diversi nemici, ma quando Quark riprende il controllo risulta tanto debole da non riuscire a sconfiggere neanche un solo nemico.
Generalmente quando i Ferengi sono aggrediti, feriti o fortemente minacciati, emettono urla stridule (questo almeno vale per i maschi). La loro fisiologia sembra renderli immuni ad alcune droghe, in particolare al siero della verità usato su Quark in un episodio di Star Trek: Deep Space Nine: perfino dopo diverse iniezioni il siero non ha alcun effetto su di lui.

## Società

### Cultura
I Ferengi sono originari del pianeta Ferenginar, al centro dell'Alleanza Ferengi nel quadrante Alfa. Non è mai stato rivelato con precisione chi faccia parte dell'Alleanza, ma si suppone che comprenda Ferenginar e alcuni pianeti originariamente inabitati e colonizzati dai Ferengi, poiché non ci sono indicazioni che il governo Ferengi abbia soggiogato altre razze.
La società Ferengi è basata sulle duecentottantacinque Regole dell'Acquisizione che compongono il loro codice sacro. Le prime sono state scritte da Gint, il primo Grande Nagus (titolo del capo dell'Alleanza Ferengi). Il termine Regole dell'Acquisizione è stato adottato come intelligente stratagemma di marketing: Gint numerò la prima regola con il numero centosessantadue in modo da creare aspettativa per le altre centosessantuno, che non erano ancora state create. Le regole sono quasi universalmente considerate semplicemente linee guida da tutti i Ferengi e soggette a interpretazione, cambiando a seconda della situazione in cui gli stessi si trovano.
La maggior parte delle regole sono state scritte da Ira Steven Behr, uno dei produttori di Star Trek: Deep Space Nine, che ne ha pubblicate molte nel libro The Ferengi Rules of Acquisition; sulla copertina compare la seguente autorizzazione "By Quark as told to Ira Steven Behr" (Come dettate da Quark a Ira Steven Behr).. Ulteriori regole furono pubblicate nel libro Legends of the Ferengi, da Behr e Robert Hewitt Wolfe, in cui "Quark" riferisce un certo numero di aneddoti, tratti sia dalla storia Ferengi che dalla sua esperienza personale, per illustrare le Regole.
La cultura Ferengi è talmente votata al capitalismo senza regole che concetti come sindacati, assenze per malattia, ferie o straordinario sono considerate disgustosi, in quanto interferiscono con lo sfruttamento dei lavoratori. I lavoratori Ferengi non hanno particolare importanza nel sistema economico, tutti vogliono accumulare abbastanza ricchezze per diventare datori di lavoro loro stessi e sfruttare i propri lavoratori, perpetuando così il ciclo. Oltre alle Regole, i Ferengi riconoscono anche i Cinque Stadi dell'Acquisizione: infatuazione, giustificazione, appropriazione, ossessione e rivendita. I Cinque Stadi dell'Acquisizione prendono spunto dalla teoria delle cinque fasi dell'elaborazione del lutto.
La società e le leggi Ferengi erano estremamente dure riguardo alle loro femmine: per esempio, vendere la propria madre per del latinum, la principale valuta di scambio tra i Ferengi, è visto come uno atto ammirevole. Inoltre, alle femmine Ferengi era proibito imparare a leggere, acquisire profitti, parlare con gli estranei, e perfino indossare vestiti. Le femmine Ferengi potevano uscire di casa solo con il permesso del maschio anziano della famiglia; inoltre per tradizione ammorbidivano il cibo per tutta la famiglia masticandolo.
Durante la gravidanza il padre del nascituro è considerato il rappresentante dell' "inquilino" poiché nella cultura Ferengi la gravidanza viene considerata un affitto. Queste regole non sempre venivano seguite: ad esempio Ishka, la madre di Quark, indossa regolarmente vestiti e rivolge la parola agli estranei, e sembra improbabile che sia stata l'unica a farlo. Le femmine Ferengi otterranno però il diritto legale di vestirsi e di lasciare la propria casa.
Col concludersi della serie Star Trek: Deep Space Nine, si vede una svolta nel capitalismo Ferengi verso il socialismo con l'avvento di maggiori regole, uno storico cambiamento verso una politica e delle linee di condotta in materie come salute pubblica, diritti dei lavoratori e delle donne; Zek, scegliendo Rom come suo successore a Grande Nagus, suggerisce che questo cambiamento presumibilmente continuerà, dato che Rom è stato a lungo rappresentato come più liberale, compassionevole e sensibile rispetto a Quark, che è invece il tradizionale Ferengi.
In occasione della morte di un importante maschio Ferengi i suoi resti non sono sotterrati né cremati, bensì messi all'asta dallo stesso morente. Chi si aggiudica l'asta fa smembrare il corpo in piccoli pezzi che, una volta essiccati e chiusi dentro dei contenitori sottovuoto, sono venduti come ricordo di una degna vita Ferengi. In un episodio di Star Trek: Deep Space Nine il Connestabile Odo esprime interesse a comprare i resti di Quark, quando sarebbe venuto il suo tempo. In un altro episodio, Quark, trovatosi faccia a faccia con la sua probabile morte su un lontano e sperduto pianeta, lamenta che il suo corpo si sarebbe decomposto senza che nessuno lo piangesse e restando "invenduto".
Alcuni Ferengi, conosciuti come gli Eliminatori, sono assoldati come assassini da chiunque sia in grado di pagare per i loro servizi. La maggioranza dei Ferengi comunque giudica gli Eliminatori nel migliore dei casi come eccentrici (in quanto questi sembrano divertirsi a uccidere più di quanto accumulare profitti da esso), nel peggiore dei casi pericolosi e psicopatici (uccidere potenziali clienti non fa bene agli affari), e li evita quando è possibile.
Gli ingredienti principali nella cucina Ferengi sembrerebbero essere insetti e altri piccoli invertebrati. Alcuni come larve e vermi gree sono quasi sempre serviti vivi, mentre altri vengono serviti in gelatina o sotto forma di succhi. A differenza degli umani che trovano repellente l'idea di mangiare il gagh Klingon ("vermi serpente", serviti vivi), si vede Quark mangiarne in diverse occasioni, anche se lo trova poco saporito e noioso. Le bibite più popolari sono la Eelwasser e la Slug-O-Cola ("La bevanda più viscida della galassia"). La cucina dei Ferengi è poco diffusa tra le altre culture, con qualche piccola eccezione. I Ferengi hanno inventato un sostituto dell'alcool, il syntanolo o syntalcool, e un cocktail alcolico, il "buco nero" popolare anche tra i non Ferengi.
Lontano da Ferenginar, molti Ferengi non disdegnano i piatti di altre culture oltre i loro tradizionali, arrivando a integrarli nei loro menu. Comunque, molti Ferengi hanno un particolare disgusto per i piatti umani. In diversi episodi di Star Trek: Deep Space Nine, Quark esprime il suo estremo disgusto per la root beer, che descrive "così gassata, stucchevole, e felice, proprio come la Federazione."
Un certo ramo del governo Ferengi conosciuto come Autorità Commerciale Ferengi, o più semplicemente FCA, è odiata dalla maggioranza dei Ferengi e in particolare i suoi agenti, conosciuti come "Liquidatori" che sono una sorta di esattori delle tasse. Il Liquidatore Brunt è un personaggio ricorrente in Star Trek: Deep Space Nine, spesso in contrasto con Quark.
Quando accolgono gli ospiti nelle loro case (e in particolare i Liquidatori o altri funzionari) il maschio Ferengi deve recitare un saluto tradizionale: "Benvenuto nella nostra casa. Prego lasci l'impronta del pollice sulla rinuncia legale e depositi la tassa di ammissione nello slot vicino alla porta. Ricordi: la mia casa è la mia casa." L'ospite risponde: "Come ciò che contiene". Un esempio di come tutto sia in vendita su Ferenginar, perfino la tradizionale ospitalità, è evidente nella Torre del Commercio di Ferenginar: una corsa in ascensore può rivelarsi estremamente cara e perfino sedersi in sala d'attesa costa tre strisce di latinum, mentre attendere in piedi costa solo una striscia.
Uno dei passatempi Ferengi è il Tongo, un gioco di strategia giocato sia con le carte da gioco che con una ruota simile a una roulette. A ogni turno un giocatore può scegliere tra quattro possibilità: "evadere", "confronto", "acquisire" o "ritirata". Un campionato globale di Tongo si tiene ogni anno su Ferenginar. Un altro gioco Ferengi che impiega una ruota è il Dabo nel quale una decina di giocatori siedono intorno alla ruota; ognuno di loro può "comprare", "vendere" o "convertire", il proprio latinum fino al successivo giro di ruota. I proprietari dei locali dove si gioca il Dabo spesso assumono ragazze molto attraenti (chiamate "ragazze dabo") per girare la ruota in modo da attirare i clienti e distrarli durante il gioco.
Generalmente un Ferengi fa riferimento a un altro ricordandosi solo dei suoi guadagni, dei suoi possedimenti o dei suoi rapporti commerciali.

### Religione
Il concetto Ferengi di aldilà è niente di più che uno specchio della corsa alla ricchezza in tutta la loro vita. Quando un Ferengi muore si dice che trovi la porta della Tesoreria Divina che reca questa scritta: Preparatevi a esibire un rendiconto dei profitti e delle perdite prima di entrare nella Tesoreria Divina, e che incontri l'Esecutore Benedetto, seduto a una scrivania coperta di latinum, il quale esamina e revisiona i bilanci finanziari dell'intera vita del defunto. Se egli ha ottenuto dei profitti potrà entrare nella Tesoreria e lì i Banditori Celesti gli consentiranno di fare un'offerta all'asta per la sua nuova vita. I Ferengi che non hanno avuto successi finanziari nella vita sono dannati e finiscono nel Girone dell'Eterna Miseria.
Quando un Ferengi prega o si inchina per riverenza, unisce i polsi formando una ciotola con le mani. Una tipica preghiera Ferengi inizia con questa frase: "Esecutore Benedetto, la cui avidità è eterna, permetti a questa bustarella di aprire le tue orecchie alla richiesta del più umile dei tuoi debitori". Generalmente la supplica è accompagnata dall'inserimento di una striscia di latinum dentro una piccola statua che raffigura l'Esecutore.
I Ferengi fanno regolarmente pellegrinaggio sulla Terra a Wall Street, che loro vedono come un luogo sacro per il commercio e gli affari.

### Economia e affari

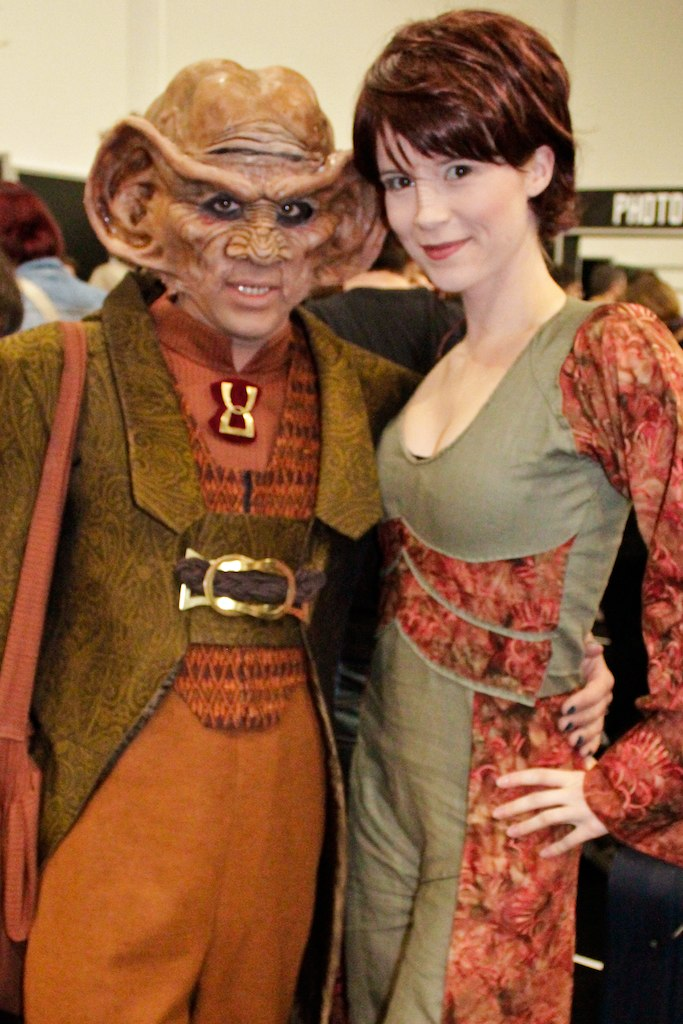
Cosplayer al Destination Star Trek London 2012: maschio Ferengi e femmina Bajoriana

Il concetto di affari per i Ferengi e il modo di gestirli è ben descritto nella serie Star Trek: Deep Space Nine, nel quale è introdotto il Grande Continuum Materiali, una metafora nella cultura Ferengi per descrivere gli affari come la forza trainante di tutta la vita nell'universo, dove ci sono "milioni di mondi, tutti con troppo di una cosa e non abbastanza di un'altra". Il Continuum è un fiume in cui scorrono le domande e le offerte. Secondo questo concetto, esiste una quantità finita di ricchezze e beni nell'universo, quindi ogni bene prelevato dal "fiume" deve essere opportunamente rimpiazzato o pagato con un altro metodo. Quindi, bisogna avere sufficiente conoscenza delle domande e delle offerte degli altri per condurre propriamente un affare. Un Ferengi sufficientemente scaltro nella navigazione di questo continuum certamente prospererà e raccoglierà grande ricchezza e potere. Il concetto si può spiegare con la metafora di un mercante Ferengi che navigando su un fiume con la sua barca compra dei beni in una prima città, arriva in una seconda città dove quel bene è necessario e lo scambia con un altro bene che questa ha in surplus, e così via. In questo processo, se si naviga in modo opportuno sul fiume, ogni città lungo il fiume ottiene ciò di cui ha bisogno, e il mercante ottiene profitto dal proprio servizio come intermediario.
Se un Ferengi naviga sul fiume in modo appropriato, può accumulare ricchezza e distribuirne a tutta la società, che si trova lungo il fiume. Questo concetto può dimostrare un importante distinzione, nella cultura Ferengi, tra egoismo e avidità. I Ferengi credono che l'avidità, pur essendo essenziale nel loro sistema economico, non è in sé egoismo, perché inseguire l'avidità serve un bene più grande. È simile al discorso di Gordon Gekko L'avarizia è buona, fatto nel film Wall Street. In alternativa, il concetto può dimostrare che la cultura Ferengi vede sia l'egoismo che l'avidità completamente compatibili con l'accrescimento delle ricchezze dell'intero universo.
La valuta dei Ferengi è il latinum, una sostanza liquida di grande valore. Con essa si impregnano dei pezzi di oro massiccio di peso e valore crescente che nella loro sistema economico vengono denominati, in ordine crescente di valore,: "strisce", "pezzi" (100 "strisce"), "barre" (20 "pezzi") e "mattoni" (20 "barre"), quest'ultima è il taglio di valuta per la facilità nel maneggiarlo. In questa forma, ci si riferisce alla valuta come "latinum pressato in oro". L'oro è solo un mezzo di trasporto per i Ferengi, e quindi è di scarso valore. Il latinum deve il suo valore dal fatto che non è possibile replicarlo con nessun metodo conosciuto. In un episodio di Star Trek: Deep Space Nine, Morn (un assiduo avventore del bar di Quark) rigurgita del latinum dal suo stomaco e lo dà come gesto di riconoscenza Quark, il quale vedendolo esclama che quel latinum aveva il valore di almeno 100 mattoni.

### Lingua
Nelle serie televisive di Star Trek, i Ferengi come tutte le razze aliene hanno una propria lingua, ma come la maggioranza di esse parlano in inglese, ma in un'occasione viene fatto intendere che essi generalmente portano i traduttori universali impiantati nei lobi. Si può ascoltare la lingua originale dei Ferengi anche nelle prime battute di un episodio di Star Trek: Enterprise fintanto che il traduttore universale non riesce interpretarla. I Ferengi sono una delle poche razze di cui i telespettatori hanno potuto ascoltare la lingua madre. La scrittura Ferengi, che ricorda molto un diagramma di flusso, è visibile in diversi episodi in semplici scritte, in libri e in scritture animate sui display dei computer, come in una futuristica versione del telegrafo.
Come risultato del clima piovoso, la lingua Ferengi ha ben 178 parole per descrivere la pioggia, ma nessuna per descrivere "croccante".
Esiste un lessico non ufficiale della lingua Ferengi.

### Geografia e architettura
Il pianeta natale dei Ferengi, Ferenginar, è un Pianeta di classe M nell'universo di Star Trek, ed è la capitale dell'Alleanza Ferengi. L'atmosfera su Ferenginar è stabile e solitamente caratterizzata da pesanti piogge che ne rendono la superficie paludosa.
Gli edifici Ferengi sono generalmente bassi, a forma di cupola, con ingressi stretti e senza porta. L'edificio più alto di Ferenginar è la Torre del Commercio, con i suoi 40 piani e il grande pinnacolo. La Torre indica il Sacro Mercato ed è la residenza del Grande Nagus, leader dell'Alleanza Ferengi. Ferenginar è stato mostrato per la prima volta nella serie Star Trek: Deep Space Nine. Nello stesso episodio sono descritte alcune abitudini Ferengi come la tassa di ammissione alla casa di qualcuno da parte di un visitatore o la tariffazione per l'uso dell'ascensore o perfino di una sedia in una sala d'attesa.

### Alleanza Ferengi
Nell'universo fantascientifico di Star Trek, l'alleanza Ferengi è composta da un gruppo di mondi abitati da essa controllati situati a nord-est della Federazione sulla mappa galattica. È un gruppo relativamente piccolo, ma con una potenza sproporzionata, che gioca un ruolo significativo nell'economia del quadrante. Anche se non fa parte della "Grandi Quattro" superpotenze che dominano la scena nel quadrante Alfa (Federazione, Klingon, Romulani, e Cardassiani), l'Alleanza Ferengi ha un discreto potere.
I Ferengi non hanno una forma di stato molto rigida. Sono organizzati in un'Alleanza, comandata dal Grande Nagus, il cui compito principale consiste nel dirimere le dispute commerciali. Il Grande Nagus risiede nella Torre del Commercio sul pianeta-capitale Ferenginar. Di norma, un Nagus è scelto dal suo predecessore e la carica è a vita. Una delle organizzazioni statali più influenti dell'Alleanza è la FCA (Autorità del Commercio Ferengi). L'obiettivo ultimo dell'Alleanza è trarre profitto sia attraverso l'espansione galattica, che l'acquisizione o il commercio.
Prima dell'alleanza Ferenginar risultava divisa tra diverse Zone di Commercio in guerra tra di loro. Successivamente nel IX millennio a.C. Gint, il primo Grande Nagus, scrisse le prime Regole dell'Acquisizione, gettando le basi della società Ferengi. All'inizio, l'acquisizione era ottenuta attaccando altri pianeti e navi di passaggio portando via tutto ciò che aveva valore. In seguito fu stabilito che fare profitto in questo modo fosse superato e che gli affari pacifici fossero più redditizi, quindi questo approccio ostile fu completamente abbandonato.
L'Alleanza Ferengi ha una struttura sociale strettamente patriarcale nella quale alle donne viene proibito indossare abiti, lasciare la propria casa e non possono in alcun modo acquisire profitti. Una forte presenza Ferengi è presente nei pressi della stazione spaziale Deep Space Nine in quanto punto d'accesso per i loro affari nel quadrante Gamma.
L'Alleanza è rimasta neutrale durante la distruttiva Guerra del Dominio che ha devastato buona parte del quadrante Alfa. Gli effetti della guerra sull'Alleanza sono sconosciuti, sebbene con ogni probabilità abbiano subito perdite economiche dovute al collasso delle economie dei pianeti vicini.

### Tecnologia
Andrew Probert e Greg Jein hanno creato per i Ferengi un'astronave ispirandosi al ferro di cavallo e al granchio, il "Marauder" (predatore) classe D'Kora. Sebbene sia principalmente una nave commerciale, la classe D'Kora è in grado di combattere, imbarcando siluri fotonici e disgregatori. Tatticamente è potente quanto una nave di classe Galaxy, ma con la metà degli effettivi. In termini di sviluppo tecnologico se ne parla brevemente nell'episodio di Star Trek: The Next Generation L'ultimo avamposto quando il Tenente Comandante Data afferma che la tecnologia Ferengi "è stimata equivalente" a quella della Federazione, affermando anche che "noi senza dubbio siamo avanzati in alcuni campi, loro in altri."
Costruita in una lega per astronavi Ferengi, il Marauder si è rivelato essere una delle navi più convenienti disponibili. In generale i Marauder sono di proprietà dei più potenti uomini d'affari e dell'Autorità Ferengi del Commercio. Sono personalizzabili per soddisfare le esigenze del proprietario, anche nei sistemi di armamento e difensivi. All'atto dell'acquisto di un Marauder un equipaggio può essere incluso nella trattativa.
Anche se le navi sono utilizzate principalmente per il commercio convenzionale (legale o illegale) nei quadranti Alfa e Gamma, alcune delle società più potenti dell'Alleanza Ferengi le usano per attaccare colonie o altre navi, rubando loro tecnologia o rifornimenti per rivenderli.
Tra le navi di classe D'Kora sono incluse la Krayton e la Kreetchta. Quest'ultima è l'astronave di classe D'Kora che Jean-Luc Picard ha sconfitto nella battaglia di Maxia nel 2355, mentre era al comando della USS Stargazer (NCC-2893), impiegando una nuova tattica che in seguito sarà ricordata come la manovra Picard.
Nel videogioco, non canonico, Star Trek: Birth of the Federation, i Ferengi impiegano un numero di nuove astronavi simili alla classe D'Kora. Ad esempio la classe Tokorn caccia pesante e la classe Glantor trasporto truppe.
L'astronave classe D'Kora è stata inclusa nel gioco di carte personalizzabili di Star Trek della Decipher, Inc. nel pacchetto di espansione della prima edizione Rules of Acquisition Expansion, e nel gioco Star Trek: Bridge Commander.

### Storia
Secondo gli scrittori di Star Trek, nell'antichità i Gree e i Doptariani si contendevano il controllo di Ferenginar. Facevano offerte ai loro dei per ricevere un aiuto per controllare il pianeta, fintanto che sia i Gree che i Doptariani offrirono troppo impoverendosi, e divenendo una fonte di cibo per i Ferengi.
Prima della loro unione sotto il Nagus, Ferenginar era divisa in zone commerciali in conflitto: quel periodo è conosciuto come l'"Era del Baratto". Quark spiega che la storia Ferengi è rimarchevole per l'assenza delle atrocità comuni per una cultura in evoluzione, quali la schiavitù e il genocidio, e Quark e molti Ferengi credono che questo li renda superiori agli umani.
Intorno al nono Millennio a.C., Gint iniziò a scrivere le Regole dell'Acquisizione, gettando le basi della società Ferengi.
In un episodio di Star Trek: Deep Space Nine, ambientato sulla Terra nel 1947, si vede una navetta Ferengi del 2370 (con a bordo Quark, Rom, Nog e Odo) schiantarsi a Roswell nel Nuovo Messico. Questo fu il primo contatto dell'umanità con i Ferengi, anche se "ufficialmente" le registrazioni dicono che la nave aliena schiantata fosse in realtà un pallone sonda.
Nel periodo tra il 1947 and 2151, i Ferengi acquistarono la tecnologia di curvatura dai Breen. Questa tecnologia fu barattata da un solo Breen in cambio della proprietà di diverse comete di ghiaccio nel sistema solare, di una piccola luna ghiacciata e delle regioni artiche dello stesso Ferenginar. Dopodiché il Breen lasciò lo spazio Ferengi senza più farvi ritorno. Un comune mito tra i Ferengi è che il Breen abbia preso con sé le regioni artiche, ma poiché ai Ferengi non amano andare in posti freddi, mai nessuno è andato a controllare.
Nel 2151, un gruppo di predoni Ferengi, usando un dispositivo di rilascio gas, rese inoffensivo l'equipaggio dell'Enterprise cercando di rubare ogni cosa di valore. Tre membri dell'equipaggio riuscirono a sgominare i Ferengi facendo rimettere al loro ogni cosa rubata prima di rispedirli sulla loro strada, ma comunque il nome della loro razza non fu mai rivelato all'equipaggio.
Nel 2355, un vascello Ferengi non identificato aprì il fuoco sulla nave stellare USS Stargazer. Il comandante della Federazione, Jean-Luc Picard, rispondendo al fuoco, distrusse la nave Ferengi. I Ferengi si riferiscono a tale incidente come La battaglia di Maxia. Daimon Bok, padre del Ferengi che comandava quel vascello, cercò la vendetta su Picard in due occasioni diverse. 
Il primo contatto "visivo" ufficiale tra Ferengi e Federazione avviene però nel 2364, per mezzo della USS Enterprise-D, comandata da Jean-Luc Picard. In seguito a questo evento la flotta stellare della Federazione avrà innumerevoli incontri ravvicinati con i Ferengi, tanto che nel 2372 si assiste all'entrata del primo ferengi nella flotta stellare, Nog. Nel 2375 Rom diventa il grande Nagus ferengi, dando inizio a una serie di riforme che, si lascia intendere, probabilmente renderanno i Ferengi una potenza meno capitalistica.

## Ferengi ricorrenti

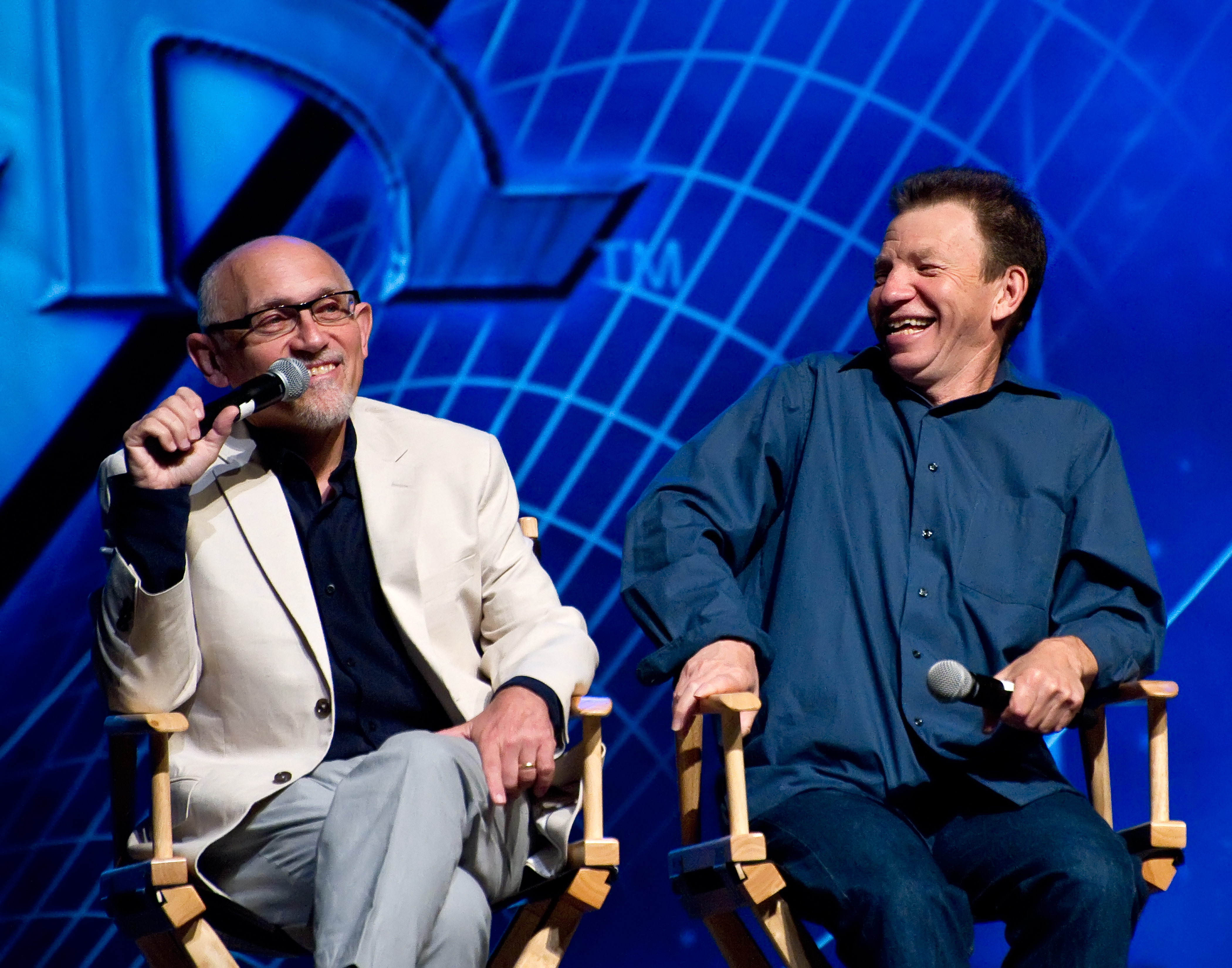
Quark interpretato da Armin Shimerman (a sinistra); suo fratello Rom interpretato da Max Grodénchik (a destra)

- Zek: Grande Nagus dei Ferengi fino al 2375
- Quark: commerciante su Deep Space Nine
- Rom: fratello di Quark, ingegnere su Deep Space Nine, successore di Zek a Grande Nagus
- Nog: figlio di Rom, primo Ferengi a entrare nella Flotta Stellare
- Gaila: venditore di armi, cugino di Quark e Rom.
- Ishka: madre di Quark e Rom, 'attivista' del femminismo Ferengi, amante e consigliere economico segreto del Grande Nagus Zek
- Arridor: coinvolto nelle trattative per l'uso del tunnel spaziale di Barzan[13] intrappolato nel quadrante Delta[38].
- Gross: coinvolto nelle trattative per l'uso del tunnel spaziale di Barzan[13] intrappolato nel quadrante Delta[38].
- Liquidatore Brunt: Ufficiale dell'Autorità del Commercio Ferengi (FCA) e maledizione della vita di Quark.

## Interpretazione della religione Ferengi come parodia del Giudaismo
Nel libro Religions of Star Trek, Ross S. Kraemer scrive che "La religione Ferengi sembra quasi una parodia del Giudaismo. I critici hanno evidenziato un'inquietante correlazioni tra gli attributi Ferengi (Amore per il profitto oltre ogni comune decenza, la grande testa fissata sul sesso, in questo caso le orecchie) e gli stereotipi negativi degli ebrei.". Il Commentatore Jonah Goldberg scrive che i Ferengi ritratti in Star Trek: The Next Generation sono come "capitalisti fuggiaschi con il frustino, che sembrano un mix tra caricature naziste degli ebrei e l'originale Nosferatu."
D'altro canto, Ira Behr e Robert Hewitt Wolfe affermano (sui contenuti speciali dei DVD di Star Trek: Deep Space Nine) che i Ferengi sono la rappresentazione degli umani del XX secolo. "I Ferengi sono noi. Questa è la gag, i Ferengi sono umani. Loro sono più umani di quanto lo sono gli umani in Star Trek perché sono contorti, e così disfunzionali. Sono persone regolari ecco dov'è divertente." Il nome Ferengi è stato coniato basandosi sul termini mediorientale e sudorientale Ferenghi, che significa "Straniero" o "Europeo".
Altri richiami alla cultura ebraica sono che i Ferengi utilizzano una specie di tela dietro la testa come gli ebrei utilizzano il Kipá e che il loro leader è chiamato Nagus che ricorda la parola Negus, che è il termine con cui viene chiamato il leader dell'Etiopia considerato discendente del Re di Israele. Infine quasi tutti gli attori che interpretano i Ferengi nella vita reale sono ebrei (Armin Shimerman-Quark, Aron Eisenberg-Nog, Max Grodénchik-Rom e Wallace Shawn-Zek).